# Beaufort River
Beaufort River är ett vattendrag i Australien. Det ligger i delstaten Western Australia, omkring 200 kilometer sydost om delstatshuvudstaden Perth.
Trakten runt Beaufort River består till största delen av jordbruksmark. Trakten runt Beaufort River är nära nog obefolkad, med mindre än två invånare per kvadratkilometer. Genomsnittlig årsnederbörd är 739 millimeter. Den regnigaste månaden är september, med i genomsnitt 141 mm nederbörd, och den torraste är februari, med 7 mm nederbörd.